# Vương quốc Ý (Napoléon)
Vương quốc Ý (tiếng Ý: Regno d'Italia, tiếng Pháp: Royaume d'Italie) là sự thống nhất Ý trước và trong giai đoạn 1805-1814, nằm trong lãnh thổ nước Ý ngày nay, một quốc gia trên lãnh thổ mà không còn tồn tại, nó từng được bảo hộ bởi Napoléon Bonaparte. Phạm vi bao gồm miền bắc và miền trung nước Ý ngày nay. Thủ đô ở Milan.
Vương quốc Ý được sinh ra từ sự hợp nhất của Cộng hòa Ý và Venezia. Vua của Ý lúc đó là Napoléon Bonaparte. Sau thất bại của Napoléon trong chiến tranh châu Âu, ông đã tuyên bố thoái vị vào ngày 6 tháng 4 năm 1814. Sau đó vương quốc Ý diệt vong.

## Lịch sử
Sau khi thành lập Đệ Nhất Đế chế Pháp, Napoléon đã tổ chức lại Cộng hòa Ý thành Vương quốc. Lúc đầu, Napoleon muốn đưa anh trai của mình là Joseph Bonaparte lên ngôi vua nước Ý, nhưng người anh trai từ chối, sau đó ông có ý định chuyển ngai vàng cho cháu trai của mình là Napoléon-Charles Bonaparte (con trai của Louis Bonaparte) và em gái là Eugène, nhưng đều bất thành. Cuối cùng Napoleon quyết định đội vương miện Ý lên đầu mình.
Thủ đô của Vương quốc này là Milan, thủ đô cũ của vương quốc Lombardia. Hoàng đế của vương quốc - Napoléon đồng thời cũng là hoàng đế Pháp và vua Ý. Con trai nuôi của ông, Eugène de Beauharnais, đã trở thành phó vương và là người thừa kế ngai vàng của Vương quốc năm 1807.
Sau sự thất bại của Napoléon trong cuộc chiến năm 1812, phó vương Beauharnais trở thành nhà cai trị của Vương quốc Ý và trong cuộc chiến 1813-1814 có quan hệ mật thiết với Pháp. Nhưng với hiệp định Paris năm 1814 và việc khôi phục biên giới trước chiến tranh tại Đại hội Viên, Vương quốc Ý đã bị bãi bỏ.
Ban đầu Vương quốc Ý bao gồm các lãnh thổ của Cộng hoà Ý: Công quốc Milan cũ, Công quốc Mantua, Công quốc Modena, phần phía Tây của Cộng hoà Venice, một phần lãnh thổ của Lãnh địa Giáo hoàng ở Romagna, và Agogna.
Sau thất bại của Chiến tranh Liên minh thứ ba dẫn đến Hiệp ước Pressburg vào ngày 01/05/1806, Vương quốc Ý đã giành được từ Áo phần phía Đông và phần còn lại của lãnh thổ Venice, bao gồm cả Istria và Dalmatia cho đến Kotor (khi đó được gọi là Cattaro), mặc dù mất Massa và Carrara cho Thân vương quốc Lucca và Piombino dưới quyền của Elisa Bonaparte, em gái của Napoléon Bonaparte. Công quốc Guastalla được sáp nhập vào ngày 24/05.
Công ước Fontainebleau được ký với Áo ngày 10/10/1807, Vương quốc Ý nhượng Monfalcone cho Áo và bản thân vương quốc thì giành được Gradisca, lấy sông Isonzo làm biên giới giữa 2 nước.
Mùa xuân 1808, Cộng hòa Ragusa bị chinh phục bởi Tường Auguste de Marmont và sáp nhập vào Vương quốc Ý. Vào này 02/04/1808, sau khi Lãnh địa Giáo hoàng giải thể, Vương quốc Ý sáp nhập lãnh thổ mà ngày nay là Marche. Vào thời kỳ đỉnh cao, Vương quốc Ý có đến 6.700.000 dân, bao gồm 2.155 xã.
Sự biến đổi lãnh thổ cuối cùng của Vương quốc Ý diễn ra vào năm 1810, sau khi người Áo thất bại dưới đội quân cả Napoleon. Hoàng đế Napoleon và Vua Maximilian I Joseph của Bayern ký Hiệp ước Paris, với sự tham gia của Vương quốc Ý trong việc trao đổi lãnh thổ.
Vương quốc Bayern nhượng lại miền Nam Tirol cho Vương quốc Ý, trong khi đó Istria và Dalmatia (cùng với Ragusa) nhường cho Đế quốc Pháp, hợp nhất các lãnh thổ Adriatic thành Tỉnh Illyrian thuộc Pháp. Những thay đổi biên giới nhỏ giữa Ý và Pháp tại Garfagnana và Friuli được thực hiện vào ngày 05/08/1811.
Trên thực tế, Vương quốc Ý là một chư hầu của Đế quốc Pháp.
Hệ thống hành chính của vương quốc lần đầu tiên được ban hành bởi một đạo luật vào ngày 08/06/1805 và mô hình được sao chép giống như của Đế quốc Pháp. Cả nước được chia ra thành 14 tỉnh (département), trong đó 12 tỉnh được kế thừa từ thời Cộng hoà Ý và 2 tỉnh mới là Adda (Sondrio) và Adige (Verona).
Tỉnh trưởng là đại diện của chính quyền trung ương tại mỗi tỉnh, với nhiệm vụ kiểm soát chính quyền địa phương và lãnh đạo lực lượng cảnh sát, và quyền lực của tỉnh trưởng thời quân chủ nhiều hơn so với thời cộng hoà, khi họ có tất cả quyền hành pháp ở địa phương của mình. Cơ quan lập pháp ở địa phương là Đại hội đồng, do các đại diện của các xã thành lập.
Đơn vị hành chính dưới tỉnh là quận, tương đương với các quận của Pháp và đứng đầu bởi quận trưởng. Cơ quan lập pháp ở đơn vị này được gọi là Hội đồng quận với 11 thành viên. Các quận được tiếp tục chia nhỏ thành các đơn vị cấp tổng (canton).
Các tổng được chia nhỏ thành xã (commune). Mỗi xã có một Hội đồng (Consiglio Comunale) gồm 15, 30 hoặc 40 thành viên, do vua hoặc tỉnh trưởng chọn, tuỳ theo quy mô xã. Hội đồng sẽ bầu ra 2, 4 hoặc 6 Elders điều hành các cơ quan hành chính.

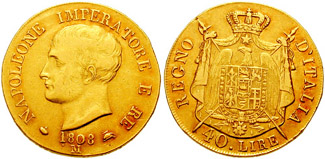
40 lire vàng (1808)

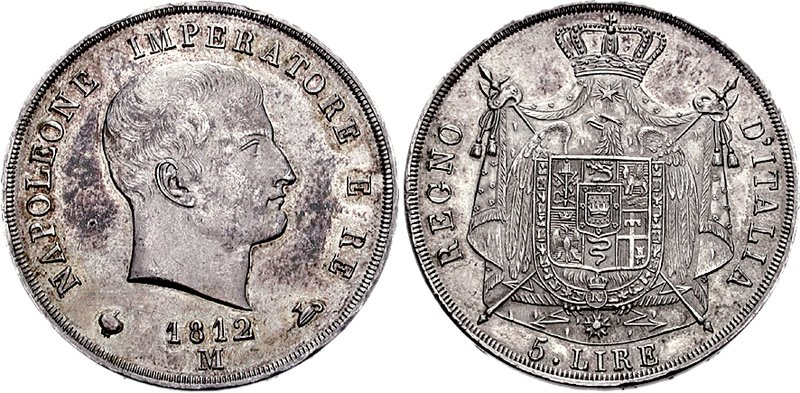
5 lire bạc (1812)

Vương quốc Ý đã cho đúc một loại tiền tệ mới, thay thế các loại tiền địa phương trước đây, đồng tiền đó được gọi là lira Ý, có cùng kích thước, trọng lượng bạc tương đương với đồng franc Pháp cùng thời.
Chính Napoleon đã ra sắc lệnh hoàng gia, chỉ định về việc đúc tiền vào ngày 21/03/1806, cho đến đầu năm 1807 thì việc đúc tiền được thực hiện. Đơn vị tiền tệ được gọi là lira bạc với hàm lượng bạc là 90%, trong đó loại xu mệnh giá "1 lira" nặng 5 gram, "2 lira" nặng 10 gram và "5 lira" nặng 25 gram. Ngoài ra còn có những đồng xu trị giá "20 lira" và "40 lira" được đúc bằng vàng với trọng lượng lần lượt là 6,45 gram vàng và 12,9 gram vàng.
Những mệnh giá nhỏ hơn gồm có 5 soldi với trọng lượng 1,25 gram bạc, 10 soldi với 2,5 gram bạc và 15 soldi với 3,75 gram bạc. Ngoài ra mệnh giá nhỏ nhất là các xu được đúc bằng chất liệu đồng, gồm có: 1 cent (2,1 gram đồng), 3 cent (6,3 gram đồng).
Quân đội của Vương quốc Ý đã được đưa vào Grande Armée và họ đã tham gia trong tất cả các chiến dịch của Napoleon. Trong quá trình tồn tại của mình từ năm 1805 đến năm 1814, quân đội của vương quốc đã cung cấp cho Hoàng đế Napoleon I khoảng 200.000 binh sĩ.
Năm 1805, quân đội của vương quốc làm nhiệm vụ đồn trú dọc Eo biển Manche. Trong thời gian 1806 - 1807, họ tham gia các cuộc bao vây Kolberg và Danzig và chiến đấu ở Dalmatia. Từ năm 1808 đến năm 1813, toàn bộ các sư đoàn của vương quốc phụ vụ ở Tây Ban Nha.
Năm 1812, Đội quân 27.000 người của Phó vương Eugène de Beauharnais tiến vào Đế quốc Nga vùng với quân Pháp của Napoleon. Quân Ý trong các chiến dịch tạ Nga rất được tôn trọng vì tính kỷ luật và lòng dũng cảm của mình. Quân Ý được đánh giá là: "thể hiện được những phẩm chất khiến họ luôn được xem là một trong những đội quân dũng cảm nhất của châu Âu". Kết thúc các chiến dịch tại Nga, từ con số 27.000 quân ban đầu, giờ chỉ còn lại 1000 - 2000 người sống sót trở về Ý.

Vương quốc Ý vào năm 1812

Ngôn ngữ chính thức của Vương quốc Ý là Tiếng Ý, trong đó Tiếng Pháp được sử dụng cho các nghi lễ và trong tất cả các cuộc ban giao với Đế quốc Pháp.
Giáo dục đã được phổ cập cho tất cả trẻ em, và ngôn ngữ trong các trường học cũng được dùng là tiếng Ý. Tiếng Ý cũng được sử dụng trong các trường học tại Istria và Dalmatia, khi 2 lãnh thổ này bị sáp nhập vào vương quốc, bất chấp cư dân tại đây dùng các ngôn ngữ khác.
Khi Napoleon thoái vị ở cả 2 ngai vàng của Đế quốc Pháp và Vương quốc Ý vào ngày 11/02/1814, Phó vương Eugène de Beauharnais đã đưa quân đến Mincio, sẵn sàng đương đầu với bất kỳ cuộc tấn công nào từ Đức và Áo, và ông cũng đã cố gắng dành lấy ngai vàng của Vương quốc Ý sau khi hay tin cha nuôi của ông là Napoleon tuyên bố thoái vị.
Thượng viện của vương quốc được triệu tập vào ngày 17/04, nhưng các thượng nghị sĩ tỏ ra bất lực trong bối cảnh hỗn loạn. Khi phiên họp thứ hai diễn ra vào ngày 20/04, cuộc nổi dậy ở Milan đã phá vỡ kế hoạch lên ngôi vua của Phó vương Eugène de Beauharnais. Trong cuộc bạo loạn, Bộ trưởng Tài chính - Bá tước Giuseppe Prina bị đám đông giết chết, các Đại cử tri giải tán Thượng viện và kêu gọi quân Áo bảo vệ thành phố Milan, trong khi chính phủ lâm thời dưới sự chủ trì của Carlo Verri được bổ nhiệm.
Eugène de Beauharnais đầu hàng vào ngày 23/04 và bị người Áo lưu đày đến Bavaria. Vào ngày 26/04, Đế chế bổ nhiệm Annibale Sommariva làm Ủy viên Đế quốc Lombardy, nhiều loại thuế đã được Chính phủ lâm thời bãi bỏ hoặc giảm bớt. Cuối cùng, vào ngày 25/05, Bá tước Heinrich von Bellegarde, Ủy viên Hoàng gia Tối cao nắm mọi quyền hành ở Lombardy, các chế độ quân chủ cũ ở Modena, Romagna và Piedmont dần dần được tái lập.
Ngày 30/05, Hiệp ước Paris được ký kết, phần còn lại của vương quốc Ý bị sáp nhập vào Đế quốc Áo, theo tuyên bố của Bá tước Bellegarde vào ngày 12/06.